# 994 Otthild
994 Otthild је астероид главног астероидног појаса. Приближан пречник астероида је 24,42 , 
а средња удаљеност астероида од Сунца износи 2,529 астрономских јединица (АЈ). 
Инклинација (нагиб) орбите у односу на раван еклиптике је 15,398 степени, а орбитални период износи 1469,031 дана (4,021 године). Ексцентрицитет орбите астероида износи 0,116. 
Апсолутна магнитуда астероида износи 10,30 а геометријски албедо 0,224.
Астероид је откривен 18. марта 1923. године.